# Manager de proximité
 (avril 2015).
- Si vous ne connaissez pas le sujet, laissez ce bandeau (vous pouvez alors contacter les auteurs).
- Si vous supprimez le contenu mis en cause (vous pouvez préalablement contacter les auteurs),

argumentez précisément cette suppression dans la page de discussion
(un manque de référence n'est pas un argument ; une recherche réelle de référence doit avoir été effectuée, être formellement documentée).

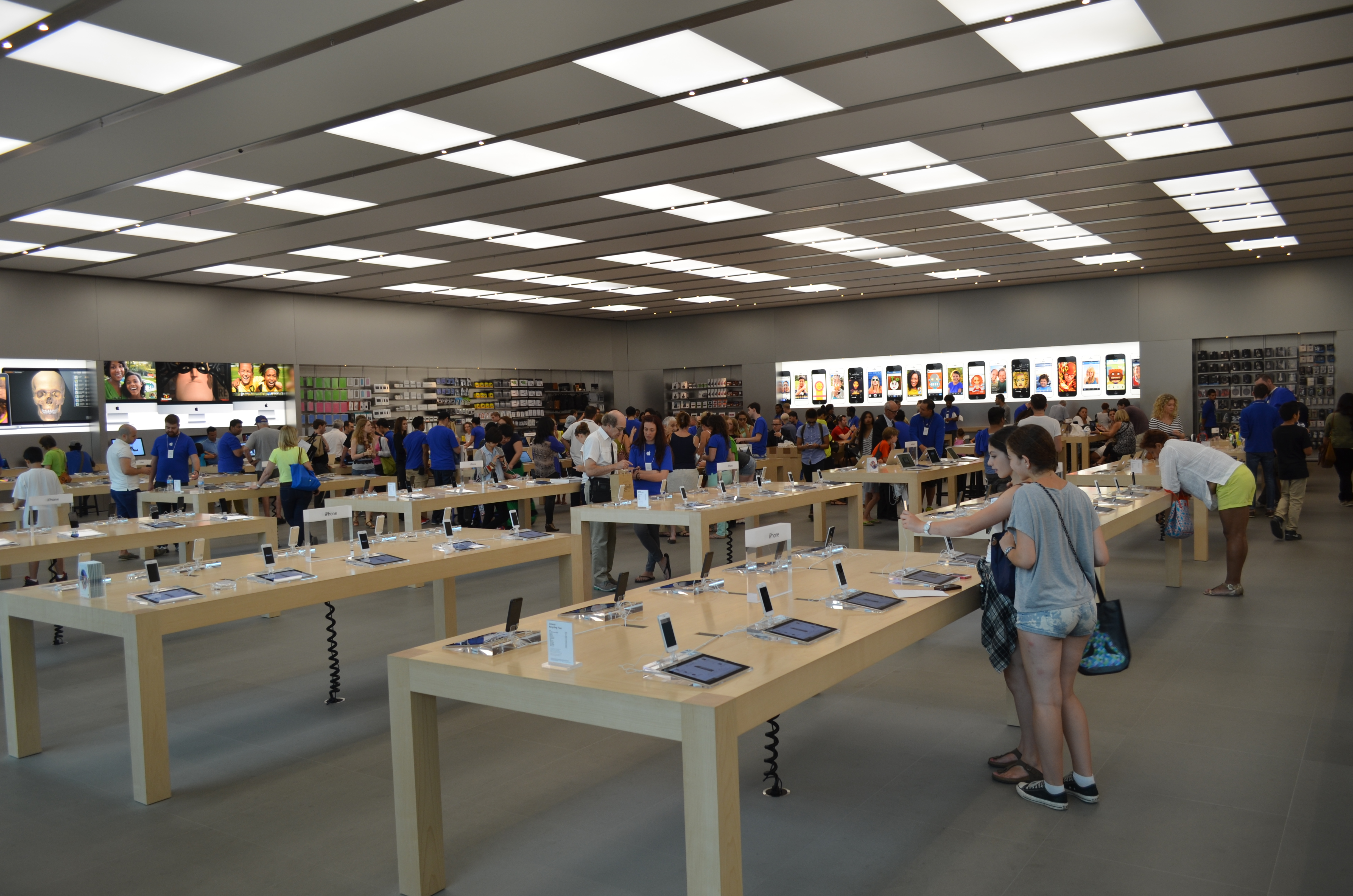
Un exemple de responsabilité d'un contremaître : un point de vente. Ici, un Apple Store.

Un manager de proximité, manager de premier niveau ou contremaître (terme plus utilisé dans le bâtiment, la construction, les mines, etc.) est un manager promu à la tête d'une unité opérationnelle pour en assurer le fonctionnement au quotidien.
C'est tout aussi bien le manager d'une équipe autonome que celui d'un établissement commercial.
En France, l'expression a été introduite dans l'administration et la fonction publique par la DGAFP. Une formation spécifique est dispensée par un grand nombre d'organismes de formation.
Selon les entreprises, il peut être cadre, ou simplement agent de maîtrise.

## Rôle
Pour Rémi Juët[source insuffisante], le rôle d’un manager de proximité est de créer une dynamique relationnelle propice au développement de l’énergie de ses salariés, et à leur progression, c'est-à-dire :
- développer et maintenir la motivation de ses salariés ;
- développer leurs compétences ;
- mieux communiquer ;
- mener un entretien annuel ;
- mobiliser l’équipe ;
- exercer son autorité ;
- conduire le changement.

Michel Barabel et Olivier Meier donnent comme exemple de manager de proximité  celui d'un chef de rayon chez les supermarchés Champion.
Il encadre de 5 à 50 salariés avec 4 préoccupations :
- La satisfaction du client
- L'organisation de l'ensemble des activités
- Le repérage et le développement de la compétence de ses salariés
- Définir un projet économique avec son directeur de magasin